# Andrena fracta
Andrena fracta är en biart som beskrevs av Casad och Cockerell 1896. Andrena fracta ingår i släktet sandbin, och familjen grävbin. Inga underarter finns listade i Catalogue of Life.